# Луїдор
Луїдор (фр. louis d'or — золотий луї) — французька золота монета XVII—XVIII століть.

## Історія

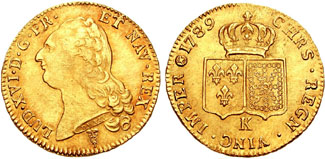
Подвійний луїдор Людовика XVI, 1789

Вперше випущена в 1640 за часів Людовика XIII. Прообразом нових монет стали іспанські дублони, що отримали у Франції назву пістоль. Протягом довгого часу назви луїдор і пістоль були синонімами.
Луїдор карбувався з золота 917-ї проби, вага монети становила 6,751 г, діаметр — 26 мм. Карбувалися також монети в пів-луїдора, два луїдори, а також 4, 8 і 10 луїдорів.
На початку XVIII століття вага луїдора дещо збільшилася — до 8,158 г; згодом вага і діаметр монети неодноразово змінювалися. Рекордним луїдором стала монета вагою 9,79 г.
Існує велика кількість різноманітних за оформленням луїдорів.
Луїдор карбували до Французької революції і переходу на десяткову систему: в 1795 основною грошовою одиницею став франк.
Франція продовжувала випускати золоті монети зі стопою луїдора до 1803 року (золота 20-тифранкова монета), коли замість них стали карбувати золотий наполеондор.

## Джерело
- 3варич В. В. Нумізматичний словник. — Львів: «Вища школа», 1978.— 338 с.